# Embalse de Matalavilla
El embalse de Matalavilla está ubicado al norte de la provincia de León, comunidad autónoma de Castilla y León, España. 